# Jarosław Giszka
Jarosław Giszka (ur. 6 sierpnia 1965 w Słupsku, zm. 4 stycznia 2010 w Krakowie) – polski piłkarz.
Większość swojej kariery spędził w Wiśle Kraków, do której przyszedł w roku 1984. Spędził w niej 14 lat (ostatnie pół roku w drużynie rezerwowej). W tym czasie zaliczył występy w Pucharze Zdobywców Pucharu, a także dwukrotnie spadek z pierwszej ligi i dwukrotny do niej awans.
Zmarł 4 stycznia 2010 w Krakowie z powodu zawału serca.

## Sukcesy
- II runda Pucharu Zdobywców Pucharu w sezonie 1984/1985 z Wisłą Kraków
- Awans do pierwszej ligi w sezonie 1987/1988 z Wisłą Kraków
- Faza Grupowa Pucharu Intertoto w sezonie 1989/1990 z Wisłą Kraków
- 3. miejsce w pierwszej lidze polskiej w sezonie 1990/1991 z Wisłą Kraków
- Awans do pierwszej ligi w sezonie 1995/1996 z Wisłą Kraków
- 3. miejsce mistrzostwa Europy U-18 1984